# Plagiognathus louisianus
Plagiognathus louisianus är en insektsart som beskrevs av Schuh 2001. Plagiognathus louisianus ingår i släktet Plagiognathus och familjen ängsskinnbaggar. Inga underarter finns listade i Catalogue of Life.